# Kadogawa
Kadogawa (japanska: 門川町?, Kadogawa-chō) är en landskommun (köping) i Miyazaki prefektur på ön Kyūshū i södra Japan. 